# Tokyo DisneySea
Tokyo DisneySea (東京ディズニーシー, Tōkyō Dizunīshī) est le second parc à thème ouvert le 4 septembre 2001 au sein du Tokyo Disney Resort. Situé au sud de Tokyo Disneyland, on peut rejoindre le parc en empruntant la Disney Resort Line. Ce parc à thème permet d'élargir l'offre du complexe et de le transformer comme les autres domaines Disney en un « resort ».
Le parc est considéré comme une réussite des imagineers : son nombre de visiteurs est important (supérieur à 10 millions par an), les attractions sont nombreuses et très détaillées, ce qui permet une satisfaction des visiteurs. Parmi tous les parcs ouverts au début des années 2000, c'est le seul à ne pas avoir été profondément critiqué par la presse ou les communautés de fans, souvent plus exigeantes (Walt Disney Studios, Disney California Adventure).

## L'histoire et le concept

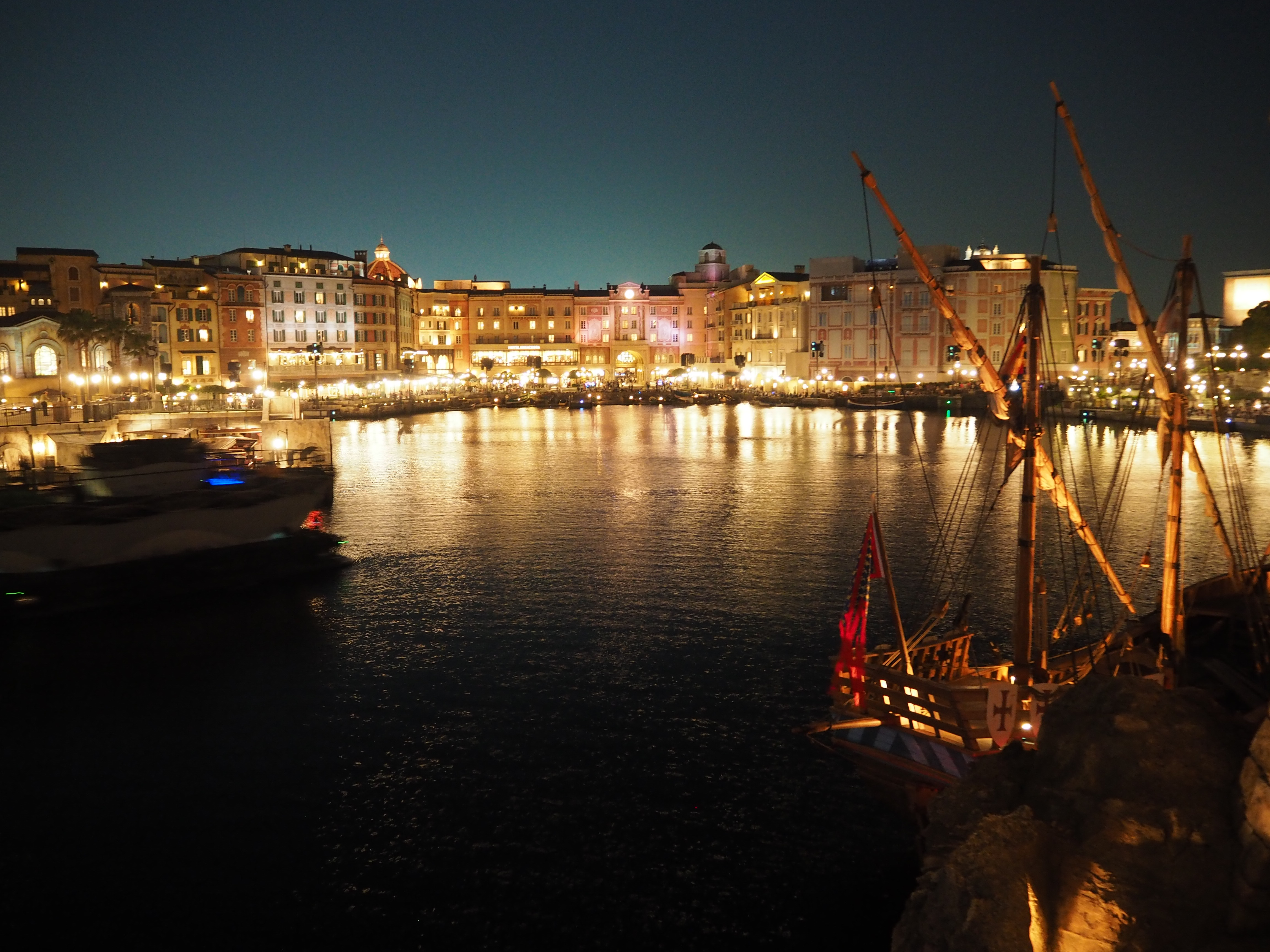
Tokyo DisneySea la nuit.

Le concept vient du parc à l'origine prévu pour Long Beach, DisneySea. Il consiste en plusieurs « ports » permettant de découvrir une région du monde. Ici sept ports (à relier aux Sept Mers) évoquent les pays maritimes les plus riches pour l'imaginaire des Japonais. Ainsi on retrouve l'Arabie, l'Italie ou les jungles d'Amérique centrale.
Le 26 novembre 1997, Oriental Land Company et Disney officialisent le projet Tokyo DisneySea.
Du 11 mars au 28 avril 2011, le parc a été contraint de fermer ses portes en raison du séisme du 11 mars 2011 au Japon : Voir Séisme de mars 2011 et conséquences.
Le 28 avril 2015, Oriental Land Company annonce la création pour après 2017 d'un land sur La Reine des neiges (2013) à Tokyo DisneySea pour 2018  (à l'heure actuel le projet est reporté à après 2021, la priorité étant l'extension du Fantasyland du premier parc de Tokyo Resort ouvrant en 2020),,
Le 27 avril 2016, Oriental Land Company annonce l'ouverture d'une déclinaison de Soarin' dans Mediterranean Harbor pour 2019,. Le 10 janvier 2017, OLC annonce l'ouverture le 12 mai 2017 Nemo and Friends SeaRider à la place de StormRider et la rénovation de Turtle Talk.
Le 14 juin 2018, Oriental Land Company et Tokyo Disney Resort annoncent un projet d'agrandissement de 2,3 milliards d'USD du parc Tokyo DisneySea pour 2022 comprenant un hôtel de 475 chambres sur le thème de la « Fantaisie Disney » , une zone La Reine des neiges, une autre sur Raiponce et une troisième sur Peter Pan,,,
,. Le 28 septembre 2018, Tokyo DisneySea retarde l'ouverture de l'attraction Soarin' à l'été 2019.
L'année 2020 est marquée par les conséquences dues à la pandémie de Covid-19. L'analyse du rapport 2020 de la Themed Entertainment Association souligne que la fréquentation du parc diminue de 76,8 % passant de 14,65 millions en 2019 à 3,4 millions. La moyenne mondiale se chiffre à 67,2 % et à 57,9 % en Asie. Jusqu'alors en deuxième position des parcs asiatiques en termes de fréquentation, Tokyo DisneySea recule de cinq places et se fait dépasser entre autres par Shanghai Disneyland, Universal Studios Japan et Chimelong Ocean Kingdom.

## Dédicace
« Welcome one and all to a world where Imagination and Adventure set sail. Tokyo DisneySea is dedicated to the spirit of exploration that lives in each of us. Here we charter a course for Adventure, Romance, Discovery and Fun and journey to exotic and fanciful Ports of Call. May Tokyo DisneySea inspire the hearts and mind of all of us who share the water planet, Earth. »
— Michael Eisner, September 4, 2001.

« Bienvenue aux uns et aux autres dans un monde où voguent l'imagination et l'aventure. Tokyo DisneySea est voué à l'esprit d'exploration qui vit en chacun de nous. Ici nous embarquons dans un voyage pour l'aventure, la romance, la découverte et le divertissement et voyageons vers des Ports d'escale exotiques et fantaisistes. Que Tokyo DisneySea inspire les cœurs et les esprits de nous tous qui partageons la planète bleue, la Terre. »

— Michael Eisner, 4 septembre 2001.

## Le parc à thèmes
Le parc est constitué de sept « ports » (et non « pays » comme dans les Royaumes enchantés). Ils sont répartis autour et sur une île volcanique centrale. Mysterious Island est ceinturée par la rivière utilisée par les bateaux de Disney Transit Steamer Line, un système de transports. Seule la caldeira qui est à la fois au cœur du volcan de l'île et une section de la rivière nuance ce fait.
L'île comprend les « ports » de :
- Mysterious Island
- Port Discovery
- Mermaid Lagoon

ainsi que
- la section Cape Cod d'American Waterfront
- la Fortress Explorations de Mediterranean Harbor
- et une partie de Lost River Delta.

tandis qu'autour on retrouve
- Arabian Coast.
- le reste de Lost River Delta
- la partie italienne de Mediterranean Harbor
- la section New York d'American Waterfront

### Mediterranean Harbor
C'est l'entrée du parc, située sous l'hôtel Disney's Hotel Miracosta. L'entrée est conçue comme une ville italienne de la Renaissance en bord de mer. Les boutiques et restaurants occupent le rez-de-chaussée de l'hôtel. Les bâtiments sont de couleur pastel avec des tons rouges, orange, jaunes, bleus, blancs et même verts. De nombreux décors ou ornements agrémentent les murs comme des trompe-l'œil, des stucs, des balcons (vrais et faux) ou des statues.
Le pays est constitué d'une partie de la place d'entrée du parc et par deux ailes intérieures de l'hôtel le long du lagon faisant face au volcan de Mysterious Island. Cette partie s'appelle Porto Paradisio. Le lagon permet de présenter des spectacles aquatiques et de tirer des feux d'artifice. La « parade » du parc est ainsi une succession de navires comme un carnaval, nommé Porto Paradisio Water Carnival.
Le spectacle nocturne s'appelle BraviSEAmo et a débuté durant l'été 2005. Le 2 février 2010, Disney annonce l'arrêt de Bravissimo le 13 novembre 2010 et son remplacement en avril 2011 par Fantasmic!.
Un peu plus loin derrière l'aile gauche du bâtiment le Palazzo Canal sert à la fois d'attraction et de lieu calme pour l'hôtel et sa piscine.
Quatre chariots gourmands sont disposés aux endroits stratégiques du port et se nomment respectivement : Picollo Mercato, Miramare, Splendido, et Regalini.

#### Passage Miracosta etVia Mondiale
Passage Miracosta est le nom de la rue séparant les deux ailes de l'hôtel et permettant aux visiteurs d'entrer dans le parc. De chaque côté de ce passage, des boutiques accueillent les visiteurs qui viennent de traverser la grande place de DisneySea Plaza avec sa fontaine représentant la planète Terre.
- À droite, l'Emporio est une vaste boutique sur tout l'univers Disney comme sa cousine Emporium dans Tokyo Disneyland (et les autres Royaumes enchantés).
- À gauche, Disney Galleria est une autre grande boutique, assez proche de lEmporio (de par la taille et ses articles) mais proposant des articles Disney liés aux mondes marins dans un décor proche de Mermaid Lagoon.

Via Mondiale est le nom de la « rue » virtuelle séparant les bâtiments du passage Miracosta de la DisneySea Plaza.
Deux boutiques sont dans cette rue car elles sont situées dans le prolongement des deux grandes boutiques du passage Miracosta :
- À droite, Valentina's Sweets est une boutique de style toscan et proposant tout le nécessaire pour la Saint-Valentin.
- À gauche, Photografica est la boutique des photographes.

Après être passé sous un pont constitué par la barre transversale de l'hôtel, les visiteurs se retrouvent sur une place carrée, Plaza Topolino, d'aspect fin Renaissance. C'est la partie centrale du Porto Paradisio. Ils peuvent ensuite choisir entre chaque aile de part et d'autre du port : Plaza Topolino Norte ou Plaza Topolino Sud.
Deux arcades situées derrière les boutiques permettent d'éviter le passage Miracosta.

#### Plaza Topolino Norte
C'est l'aile droite permettant d'accéder à Mysterious Island et ainsi à la plupart des autres « ports » du parc. Le système de bateaux prend son départ au bout de la jetée.
Dans un angle de la place, une entrée avec une verrière au première étage et se prolongeant sur la droite, donne directement accès au hall de l'hôtel. Par le porche en pierre, il est possible de rejoindre un ascenseur montant au premier étage avec simplement sa « clef » (une carte) de chambre.
- Juste à côté, Mamma Biscotti's Bakery propose son pain chaud et ses pâtisseries à déguster sur la terrasse au pied de l'eau. (160 places, extérieur seulement).
- En poursuivant le long du port, Cafe Portofino propose un buffet italien, dans des pièces de style rustique s'apparentant aux ateliers et entrepôts des marchands vénitiens. (530 places, intérieur et extérieur).
- Ensuite l'atelier d'artisan, Nicolo's Workshop propose des objets en cristal, en verre ou en bois fait à la main dans une ambiance d'atelier de la Renaissance.

Le bâtiment situé au-dessus avec son architecture proche d'une église, est une vraie chapelle où l'on peut se marier (aussi pour de vrai). (Cf Disney's Hotel Miracosta).
- Un petit bâtiment de pierre, en rotonde, est accolé au reste de l'hôtel. C'est l'entrée de la boutique Il Postino Stationery, une boutique sur les objets de correspondance, à l'effigie de Disney.
- Dans un bâtiment dissocié de l'hôtel, le restaurant Zambini Brothers' Ristorante propose des pizzas et des pâtes dans le décor d'une ancienne cave à vin. À proximité une pente, permettant d'accéder au pont pour Mysterious Island, est agrémentée de vignes et de ruines de temples romains. (750 places, intérieur et extérieur).
- Dans un édifice ajouté en 2019, le Museum of Fantastic Flight, un musée fictif consacré au rêve des hommes de voler, se trouve l'attraction Soaring: Fantastic Flight.
- Au bout de la grève presque au pied du volcan, l'embarcadère de Disney Transit Steamer Line permet de prendre l'un des bateaux reliant les différents « ports » du parc.

#### Plaza Topolino Sud
C'est l'aile gauche permettant d'accéder à American Waterfront. Derrière le bâtiment une rivière, Palazzo Canal, accueille une attraction et un restaurant dans ce qui est une zone privée de l'hôtel. Les boutiques s'ouvrent des deux côtés du bâtiment.
- La première boutique s'appelle Merchants of Venice Confections et propose des biscuits et autres confiseries dans une atmosphère de Renaissance vénitienne.
- À côté, Venetian Carnival Market propose des ustensiles de cuisine et des aliments Disney.

Ensuite deux boutiques sont intimement liées par leur nom et les articles proposés :
- Romeo's Watches & Jewelry où des montres et bijoux sont vendus dans un décor très chic de bois sombre agrémenté de lustres.
- Juliet's Collections & Treasures qui propose des accessoires et produits pour le corps et la beauté dans ce qui pourrait être un jardin. Le plafond imite un patio avec une colonnade et un ciel étoilé en trompe-l'œil.
- À l'angle du bâtiment, le café Gondolier Snacks propose des glaces, des rafraîchissements et des boissons chaudes à déguster soit au bord du lac, soit le long du Palazzo Canal. (120 places, extérieur seulement).
- Juste derrière, le Da Vinci's Travel Photos permet de se faire photographier dans des décors (incrustés par ordinateur) de l'Italie Renaissance, mais aussi d'acheter des cartes postales.

#### Porto Paradisio(le lac)
En plus de la vue magnifique et des deux spectacles Porto Paradisio Water Carnival
et BraviSEAmo (nocturne), le port propose d'autres joies.
- Une île baptisée Lido Isle, construite sur le lagon, accueille une scène avec gradins pour des spectacles dont la cérémonie de bienvenue de Mickey et ses amis.

Le pont enjambant le lagon est garni de fausses maisons italiennes. Il permet de relier l'American Waterfront à Mysterious Island ainsi que de faire passer le train du DisneySea Electric Railway.
- La boutique Rimembranze occupe un chariot et une des maisonnettes du pont.

#### Palazzo Canal
Juste avant de prendre le pont pour Mysterious Island sur la gauche, un petit canal permet de rejoindre une attraction et un restaurant à l'abri du tumulte entre les bâtiments de l'hôtel.
- Venitian Gondolas est une croisière à bord de gondoles sur les eaux du Palazzo Canal et du Porto Paradisio. Des gondoliers sont même aux commandes.
- Le Ristorante di Canaletto est un restaurant gastronomique italien (pizzas, pâtes, vins dans un pavillon au bord du canal avec une pergola. (220 places, intérieur et extérieur).

Juste derrière on peut apercevoir la piscine de l'hôtel Disney's Hotel Miracosta.

#### La Forteresse
- Fortress Explorations est une immense zone de jeux pour tout âge située au pied du volcan, (Mount Prometheus) dans une forteresse rappelant la Renaissance et l'époque des grands explorateurs-inventeurs tels que Marco Polo, Christophe Colomb ou Léonard de Vinci. Même si l'exactitude historique n'est pas le fort de cette attraction, la reconstitution d'un galion, de salles digne des alchimistes, ainsi que des créations fantastiques de Vinci rassemblées dans ce qui pourrait être le siège d'une société d'explorateurs (très anglaise) au sein d'un château-fort avec des tours dorées (« orientalisantes ») sont du plus bel effet.
  - Magellan's est un restaurant au cœur de la forteresse dans l'une des tours à l'entrée. La salle est abritée sous un dôme. (200 places, intérieur seulement).
  - Magellan's Lounge est un café situé sur la mezzanine du Magellan's. (70 places, intérieur seulement).

### American Waterfront
C'est une évocation des grands ports américains au début du XXe siècle. D'un côté se trouve le port de New York, avec ses grands bâtiments, ses nombreux pontons et ses bateaux et de l'autre côté, le port de pêche de Cape Cod. Les deux zones sont séparées par une rivière, le prolongement du lagon de Mediterranean Harbor, qui se poursuit ensuite en tournant vers l'arrière du volcan en aménageant une anse pour le port de pêche de Cape Cod.
Des véhicules d'époque circulent dans cette zone et relient les deux sections. Ils empruntent les deux ponts enjambant le lagon. Le premier, partagé avec Mediterranean Harbor, accueille des maisons italiennes et les voies d'un métro aérien. L'autre pont part d'un dock et atterrit sur une péninsule séparant la rivière de l'anse calme de Cape Cod. À son pied un embarcadère du Disney Transit Steamer Line permet de rejoindre par bateau le reste du parc.
Le 4 septembre 2006 l'attraction Tower of Terror a ouvert ces portes dans ce « port ».

#### New York
Depuis Mediterranean Harbor la première vue est une ville cosmopolite prospère. Une rue s'enfonce dans la ville tandis qu'une autre longe le lac et ses embarcadères.

Un métro aérien, DisneySea Electric Railway, traverse les rues de cette évocation d'une grande ville américaine du début du XXe siècle, New York.
La place qui accueille les visiteurs à l'entrée de cette « ville portuaire » est ornée d'une statue en l'honneur de Christophe Colomb.
- L'énorme boutique McDuck's Department Store est un grand magasin inspiré de Macy's à New York. L'extérieur possède une tourelle avec une coupole, des grandes fenêtres et des murs de pierres blanches. La décoration intérieure rappelle celle de l'Emporium mais avec des représentations du « fondateur », Balthazar Picsou (Scrooge McDuck en anglais). Elle se situe à l'intersection des deux routes, à l'entrée de ce « port ».
- En face, à gauche de la rue, plusieurs façades hébergent le New York Deli, un grand restaurant. L'entrée se fait par un renfoncement dans la façade semblable à un hangar. Il est ensuite possible de déjeuner ou de dîner dans différentes ambiances : une taverne, un entrepôt, une boutique de tailleur, un studio de photo ou dehors sur la terrasse. L'architecture évoque les quartiers de SoHo, Greenwich Village ainsi que le Seaport situé le long de l'East River. (520 places, intérieur et extérieur).

Après être passé sous la ligne de métro (accès aux coulisses), on entre dans le Theater District, en bordure d'un parc.
- Broadway Music Theatre est une évocation des célèbres théâtres du quartier de Broadway. La façade est inspirée en partie du Loew's Jersey Theatre[16]. Un spectacle de type comédie musicale, nommé Encore! est présenté dans cette salle de 1 500 places.

Au bout de la rue, Waterfront Park est le nouveau centre du « port », conçu en 2003, achevé en 2005, et entrée de l'attraction Tower of Terror. C'était auparavant une zone vierge, imposant un cul-de-sac à la rue. Waterfront Park ressemble à l'entrée du pavillon d'une foire exposition. Deux colonnades encadrent la porte de l'hôtel sur la gauche (ou au fond de la place), une fontaine circulaire occupe le centre de la place et deux kiosques s'insèrent entre les colonnades et les colonnes similaires de l'autre côté de la place.
Derrière le bâtiment du McDuck's Department Store, la station du métro aérien DisneySea Electric Railway occupe une petite partie de la place et un escalier couvert par une bâche verte en toile descend jusqu'à l'entrée du Waterfront Park.
- Le DisneySea Electric Railway est un tramway utilisé comme métro aérien. Il est perché sur une voie en fer forgé peint en vert (comme les ouvrages art déco parisiens). Les trains sont composés de deux wagons de couleur rouge et bleu. Il permet de rejoindre la station de Port Discovery située de l'autre côté du volcan de Mysterious Island.

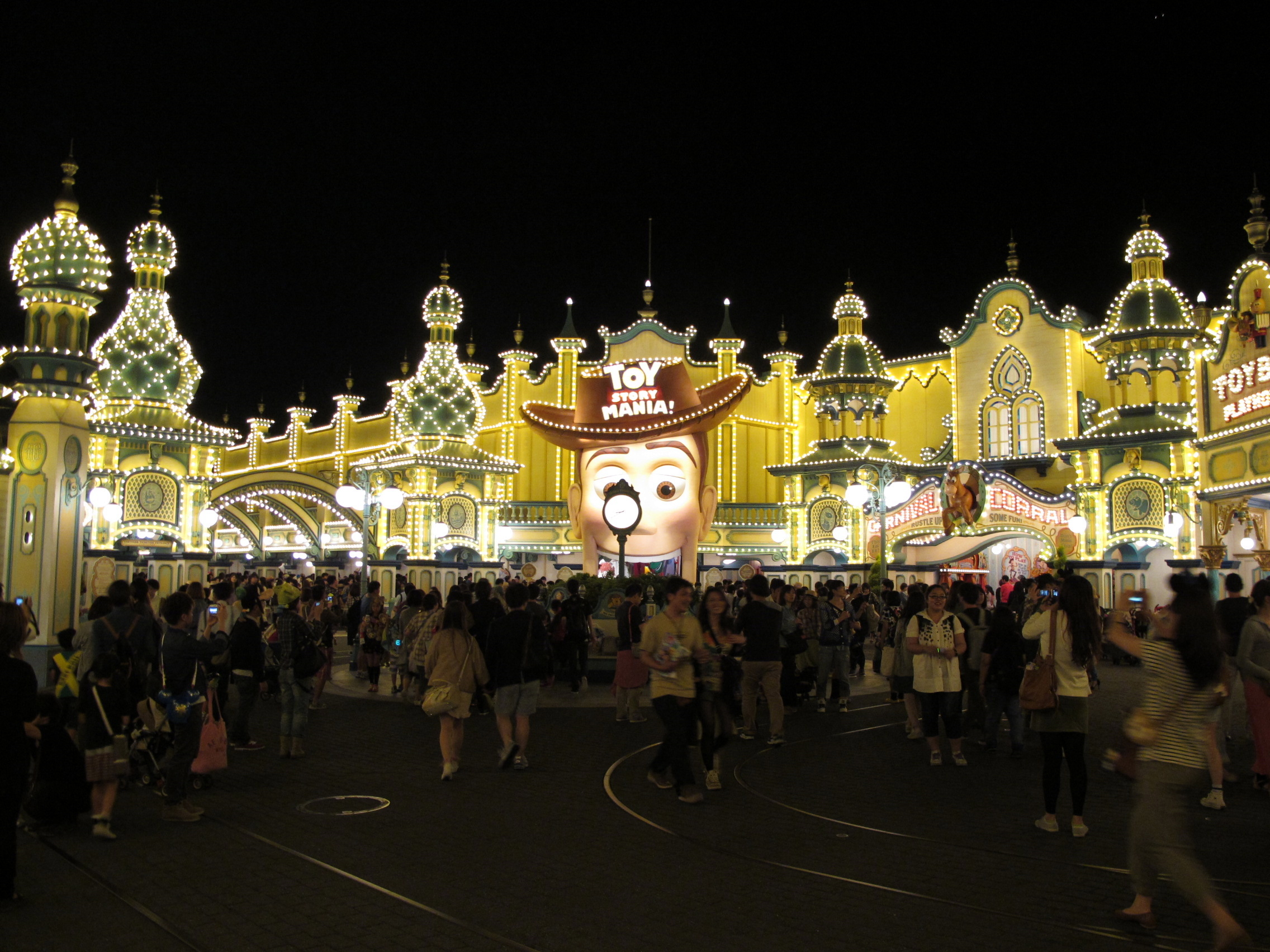
Façade de l'attraction Toy Story Mania!.

- en bout de place, une petite zone nommée Toyville Trolley Park[17], a été créée en 2012 pour accueillir le parcours scénique interactif Toy Story Mania! et qui reprend le thème de l'âge d'or des trolley parks et des Luna Parks[18]. L'attraction a été ouverte aux visiteurs le 9 juillet 2012[19].

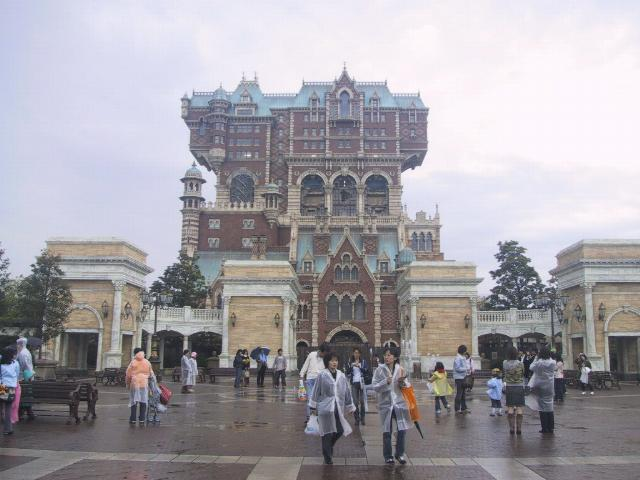
la Tower of Terror.

- Au sud de la place se trouve la Tower of Terror, un très haut bâtiment sur la droite, de l'autre côté du parc. C'est une tour inspirée de l'architecture de la Tudor City et qui abrite un hôtel « maudit » dont l'histoire est légèrement différente de celle des autres Tower of Terror (Floride, Californie et France). L'attraction a ouvert le 4 septembre 2006 pour les cinq ans du parc[20].
- Juste après, un terminal de paquebot de la U.S. Steamship Co. a été transformé en restaurant pour la cérémonie de baptême et d'inauguration de leur bateau SS Columbia. C'est le Sailing Day Buffet, proposant dans une atmosphère festive (au sens américain) un repas de type buffet. (440 places, intérieur et extérieur).
- L'attraction Turtle Talk with Crush a ouvert au sein du paquebot le 1er octobre 2009 et a nécessité un budget de 1,3 milliard de yens (environ 10 millions d'euros)[21].

La place devant ce terminal présente une énorme hélice de paquebot sur un piédestal. (Peut-être en l'honneur du bateau de la U.S. Steamship Co. qui a sombré, voir ci-dessus Tower of Terror).
- Un peu plus loin la silhouette d'un transatlantique, à trois cheminées, se profile sur la baie de Tokyo. C'est le SS Columbia. Il accueille deux restaurants :
  - The Teddy Roosevelt Lounge, inspiré par le président Theodore Roosevelt, est situé sur le pont C (deuxième étage) et possède une atmosphère luxueuse et raffinée tout en servant des apéritifs et des sandwichs légers. (180 places, intérieur et extérieur).
  - La SS Columbia Dining Room située sur le pont B (troisième étage), possède une atmosphère élégante avec la musique de son grand piano et propose ses grillades. (200 places, intérieur seulement).
  - Au pied du paquebot le Dockside Stage propose un spectacle baptisé Sail Away, mimant le départ inaugural du SS Columbia.

En revenant le long de la berge, des pontons hébergent des restaurants et boutiques. De ce côté-ci le McDuck's Department Store propose plusieurs façades de type portuaire.
- En face du McDuck's Department Store, derrière la ligne de métro aérien, une ancienne criée (marché au poisson) accueille le Restaurant Sakura spécialisé dans la nourriture japonaise. (320 places, intérieur et extérieur).
- Ensuite Liberty Landing Diner, Barnacle Bill's et Papadakis Fresh Fruit sont trois stands de nourriture et de boisson situés le long de la berge.

Derrière ces stands, les pontons du port servent à rejoindre plusieurs bateaux à l'amarre, deux voiliers (l'un avec un mat et l'autre avec deux), un chalutier et un remorqueur à vapeur.

#### Cape Cod
Situé au pied du volcan, c'est un village construit au creux d'une baie, inspiré des petites villes portuaires de la côte de Nouvelle-Angleterre. Dans la baie, plusieurs bateaux à voile ont jeté l'ancre pour profiter de la plage.
- La presqu'île proche de la partie sur New York accueille les infrastructures de la DisneySea Transit Steamer Line qui permet de rejoindre les autres « ports » du parc. Un pont enjambe le canal juste derrière cet embarcadère et permet de rejoindre les docks à proximité du SS Columbia.

Les bâtiments de la ville prennent les formes de petites maisons, d'un hôtel de ville et derrière d'entrepôts et usines liés à la pêche.
- Le grand hangar de la conserverie accueille un théâtre, le Cape Cod Cook-Off Stage, présentant un spectacle sur la construction de bateau revue et corrigée par Donald Duck, Donald's Boat Builders.
- Juste après les bâtiments publics de la ville, le Cape Cod Cook-Off héberge un restaurant de salades et hamburgers. Il est possible de manger et de regarder le spectacle mitoyen dans l'immense salle ou de profiter du bord de mer et de la plage. (910 places, intérieur et extérieur).
- La maison la plus éloignée avec sa devanture rouge est une boutique, Aunt Peg's Village Store proposant des gâteaux, des sucreries et le nécessaire à thé.

Le métro aérien longe l'arrière de ces bâtiments passant au-dessus d'un chemin longeant le volcan, et qui permet d'accéder à Port Discovery.
De l'autre côté de la plage, une zone de calme, naturelle et rocheuse, est surmontée par un phare. Un chemin permet de rejoindre Port Discovery.

### Mysterious Island
Cette île volcanique occupe le centre du parc et s'élève à la même hauteur que le château de Cendrillon dans le parc voisin de Tokyo Disneyland. La caldeira du volcan Mount Prometheus accueille les attractions sur le capitaine Nemo et autres personnages de Jules Verne. À la nuit tombée, l'aspect du volcan depuis l'entrée du parc est impressionnant, et sans égal dans les parcs Disney.
Depuis Mediterranean Harbor, un chemin longe le volcan et juste avant le pont pour Fortress Explorations un passage dans les basaltes permet d'accéder à la caldeira. Le pont surplombe la rivière qui traverse les roches et alimente cette caldeira.
Toute la zone possède un style architectural très inspiré des ouvrages Art nouveau de Gustave Eiffel ou Hector Guimard. Les pièces de ferronnerie et les vitraux sont nombreux autour de la caldeira.
- 20,000 Leagues Under the Sea (Vingt Mille Lieues sous les mers) est une attraction inspirée par le sous-marin du capitaine Nemo. C'est une mise à jour de l'attraction homonyme de Disneyland, fermée depuis 2001. Ici l'entrée se fait en descendant une grande spirale avec au centre, un système d'ascenseur. Un bathyscaphe du nom de Neptune est même resté suspendu à côté. À l'intérieur de l'attraction, les visiteurs embarquent dans des sous-marins (de 6 places). À travers les vitres, ils peuvent admirer les splendeurs de l'océan.

La sortie se fait en prenant un chemin serpentant le long de la paroi de la caldeira.
- Vulcania Restaurant se trouve juste en face de la sortie de 20 000 Leagues Under the Sea. Il utilise le décor d'une exploitation géothermale du capitaine Nemo. Cette buffeteria propose de la cuisine chinoise. (480 places, intérieur seulement).

Après avoir traversé une place, marquée du « N » de Nemo, il est possible de rejoindre Mermaid Lagoon et Arabian Coast. Une brèche existe dans la caldeira, permettant aux bateaux de la DisneySea Transit Steamer Line de passer. Afin de relier les deux éperons rocheux, un pont métallique a été construit. Il permet à des engins de passer, les véhicules de l'attraction Journey to the Center of the Earth.[pas clair]
Une coulée de lave s'épanche du volcan mais elle se solidifie aux deux tiers de la pente, tandis qu'une foreuse est suspendue à une plateforme à mi-pente. Des auvents en fer forgé et grillage protègent toutefois les visiteurs. Les fumerolles et les explosions du volcan rappellent qu'il est « toujours actif », si les geysers ne nous l'avaient pas eux aussi rappelés. Situé au pied du volcan, dans la caldeira, le submersible du capitaine Nemo, le célèbre Nautilus est au mouillage. Il est possible d'y accéder par un escalier.
- Juste au-dessus, un bâtiment hémisphérique tout en verre et fer forgé, accueille la boutique Nautilus Gift. Elle propose des objets sur le thème de Jules Verne et des attractions mitoyennes.
- Nautilus Galley est un café servant des rafraîchissements et des sandwiches, situé sous la boutique, face au sous-marin. (130 places, extérieur seulement).
- Journey to the Center of the Earth est un périple vers le centre de la terre à bord de véhicule hybride, entre une locomotive et un bulldozer. C'est une très grosse attraction comparable à Big Thunder Mountain mais avec une chute comme dans Splash Mountain. Le véhicule la descend à 75 km/h sur le flanc gauche du volcan. Le reste de l'attraction est une visite des merveilles du sous-sol imaginaire de la Terre. L'attraction utilise le même système de véhicules que Rocket Rods à Disneyland qui ferma en 2001.

De chaque côté de Nautilus Gift, des passages permettent de rejoindre les autres « ports » du parc: 

- à droite Mermaid Lagoon et Arabian Coast
- à gauche Port Discovery au niveau de la station de DisneySea Electric Railway.

### Port Discovery
C'est la partie futuriste du parc située à gauche derrière le volcan. Le décor est composé des bâtiments utilisant du cuivre à la fois brillant et oxydé par endroits.
Ce pays comporte deux attractions semblant être juchées sur des pontons au-dessus de l'eau et reliées par des ponts. Le thème général du « port » est le Centre de Contrôle Météorologique (Center for Weather Control).
À l'entrée de ce port, la voie du métro aérien DisneySea Electric Railway, arrive à son terminus. La gare se trouve au milieu de cette partie du parc au pied du volcan. On peut retourner à American Waterfront par ce moyen de transport.
Il est possible de rejoindre ce port par un chemin plus calme mais un peu plus long, par le phare de Cape Cod. On longe ainsi le grand bassin de Aquatopia.
- Coincé entre les rails et le volcan, un grand bâtiment avec verrières accueille le Horizon Bay Restaurant avec son décor mélangeant un pavillon Baltard et une esthétique futuriste. Ce restaurant permet de savourer des spécialités de poissons. (600 places, intérieur et extérieur).
- Au milieu du port, face à la gare, un petit bâtiment possède une hélice tournant en permanence, c'est la boutique Discovery Gifts. Ce serait aussi l'un des éléments permettant le contrôle de la météorologie ou tout au moins sa surveillance.
- Aquatopia est un mélange entre Autopia et les Flying Saucers qui existèrent à Disneyland. L'aventure proposée ici est de tester les nouveaux véhicules du Centre de Contrôle Météorologique.
- Nemo and Friends SeaRider est un cinéma dynamique sur le thème du film Le Monde de Nemo
  - StormRider est un cinéma dynamique, de type simulateur de vol. C'est la dernière version du système utilisé pour Star Tours.

Derrière StormRider, un chemin permet de rejoindre Lost River Delta.

### Lost River Delta
C'est l'évocation des jungles d'Amérique Centrale (et non asiatique comme à Adventureland). La rivière longeant les deux parties de ce « port » s'appelle la Rivière Perdue (Lost River ou El Rio Perdido). Un hydravion est même encore posé dessus. L'architecture générale est celle des camps d'explorateurs dans la jungle, fait de tôles de bois et autres matériaux de récupération. Les intempéries ont rouillé la plupart des bâtiments qui semblent datés des années 1930-1940.
Deux chemins longent les berges de chaque côté de la rivière, et trois ponts les relient : un à chaque extrémité du « port » et un au milieu, en bois.
Au pied du volcan, le camp de base des explorateurs :
- À l'entrée du « port », côté Port Discovery un hangar d'aviation contient une salle de spectacle Hangar Stage de près de 1 140 places. Le spectacle actuel est baptisé Mystic Rhythms et ressemble à un mélange entre Pocahontas et Le Roi lion.

Sur les plans de Disney, ce bâtiment adopte l'architecture de Port Discovery et non celle de Lost River Delta.
- L'entrepôt mitoyen contient Miguel's El dorado Cantina, un restaurant sur deux niveaux. (600 places, intérieur et extérieur).
- Une maisonnette adossée aux hangars accueille la boutique Lost River Outfitters, proposant des objets Disney sur le thème de l'exploration.
- Relié par le pont de bois à l'autre rive, l'embarcadère de DisneySea Transit Steamer Line permet de rejoindre les autres ports du parc en bateau.

De l'autre côté de la rivière, les temples :
- Le grand temple inca en ruine est l'entrée de l'attraction Indiana Jones Adventure: The Temple of the Crystal Skull. Vous devez affronter le Crâne de Cristal qui protège le chemin jusqu'à la Fontaine de Jouvence. Mais Indiana Jones vous a déjà « balisé » le chemin pour votre jeep.
- À la sortie, une boutique de photos permet d'acheter un cliché de votre passage dans l'attraction.
- Le Yucatan Base Camp Grill est un restaurant construit au pied du temple inca sous un toit de toile. Il propose des grillades dans un décor évoquant un chantier de fouille archéologique. (620 places, intérieur et extérieur).
- Juste à côté sur la droite, un autre temple abandonné : il s'agit de l'attraction Raging Spirits qui a ouvert le 21 juillet 2005[22]. Un train fou parcourt ce temple et fait un looping. Deux immenses statues sont placées l'une derrière l'autre encadrant et soutenant les rails de l'attraction.

Son histoire : « Lors de recherches archéologiques faites ici, deux statues géantes sont trouvées. Mais leur restauration réveille les esprits contenus dans ces statues. Depuis l'idole du Dieu de l'Eau sous la forme d'un serpent crache continuellement de l'eau tandis que le Dieu du Feu est entouré par des flammes. »
- Le restaurant Lost River Cookhouse a ouvert en même temps que Raging Spirits derrière le Yucatan Base Camp Grill et propose des sandwiches et des boissons. (28 places, extérieur seulement).

### Arabian Coast
C'est le monde arabe avec Aladdin qui est à l'honneur dans cette section à droite derrière le volcan.
Le « port » se partage principalement en deux palais orientaux séparés par une petite zone commune longée par la Rivière Perdue et constituée de ruelles et d'une cour intérieure, le marché d'Agrabah. Des fontaines et des escaliers, permettant d'accéder aux étages et coursives des murailles, créent de nombreux lieux de détente.
Le premier palais, celui d'Agrabah, est construit en pierre majoritairement blanche. L'entrée principale du palais se fait par un porche agrémenté d'un dôme d'« obsidienne » et d'or ainsi que de quatre petites tours. Le visiteur doit pénétrer dans la cour de ce palais pour accéder à son contenu. Une fontaine avec des représentations de tigres dorés, soutenant la vasque, orne la place.
- En face l'arche monumentale tient lieu de porte du palais et sert d'entrée au Magic Lamp Theater. C'est une salle de spectacle de 320 places présentant un spectacle sur Aladdin.
- À droite un pavillon octogonal à colonnade, sur deux étages, surmonté d'une coupole, accueille le Caravan Carrousel, un carrousel à deux niveaux avec des chameaux, des éléphants ou le Génie d'Aladdin.
- À gauche de celui du théâtre, un porche, lui aussi surmonté d'une coupole, marque l'entrée du Casbah Food Court qui est un ensemble de trois restaurants dans le décor d'un bazar couvert. (860 places, intérieur seulement).
  - Flying Carpet Curry est spécialisé dans les plats à base de curry.
  - Royal Tandoor sert du poulet tandoori (entre autres).
  - The Noodle Charmer propose des sélections de nouilles et de riz.

Un porche à gauche de la place permet de rejoindre une cour intérieure du marché d'Agrabah.
Plusieurs boutiques et restaurants prennent place dans cette partie du décor des rues d'Agrabah:
- Agrabah Marketplace est en deux parties, l'une côté palais est la chambre de Jasmine, et propose des articles pour les princesses, l'autre est située côté marché et propose quant à elle des articles Disney sur le thème d'Aladdin.
- Abu Sweet's est une autre boutique de la rue du marché, royaume de ce singe chapardeur, proposant des articles Disney.
- Situé à mi-chemin entre les deux palais, ce pavillon octogonal à colonnade d'un étage surmonté d'un dôme est le café Sultan's Oasis. (140 places, extérieur seulement).

Le second palais est lui construit en pierre plus brute et grise.
- L'attraction Sindbad's Storybook Voyage (anciennement Sinbad Seven's Voyages) prend place à l'intérieur. C'est une croisière dans les pays visités par Sinbad le marin représentés par des décors et des poupées. C'est plus simplement une version de It's a Small World sur le thème des voyages de Sinbad.
- Le 17 mars 2009, OLC annonce la construction et l'ouverture pour l'été 2011 d'un manège nommé Jasmine’s Flying Carpets[23].

### Mermaid Lagoon
Situé juste derrière le volcan, c'est le monde de La Petite Sirène. C'est en quelque sorte, le Mickey's Toontown du parc avec en plus un peu de A Bug's Land. Ce port est constitué de plusieurs attractions à l'intérieur d'une grande caverne « sous-marine » du nom de Triton's Kingdom (le royaume de Triton) et de deux autres à l'extérieur.
- Flounder's Flying Fish Coaster est un circuit de montagnes russes junior avec des voitures en forme de poisson jaune (Flounder est le nom anglais de Polochon — Barboteur au Québec).
- Scuttle's Scooters est un manège dirigé par la mouette déjantée du film.
- Triton's Kingdom est une grande zone couverte avec plusieurs attractions, boutiques et un restaurant. L'entrée se fait par le palais de Triton, le père d'Ariel. Après la rotonde avec Triton sur son char tiré par des dauphins, on pénètre dans la caverne. Elle est assez sombre mais les poissons, algues et coraux bariolés lui donnent un aspect de fond sous-marin merveilleux. Trois manèges sont disséminés au centre de la salle, tandis que le reste est accessible dans des « ouvertures » de la paroi.
  - The Whirlpool est un Demolition Derby sur le thème des tourbillons marins. À l'entrée deux dauphins accueillent les visiteurs.
  - Jumpin' Jellyfish est un manège au creux d'une conque géante, dans laquelle des méduses grimpent à votre guise en tournant.
  - Blowfish Balloon Race est un manège à bord de coquillages portés par des poissons-globes.
  - Au fond de la pièce, la vigie d'un bateau de pirates est l'entrée du Mermaid Lagoon Theater de 700 places. Il propose un spectacle semi-aquatique intitulé Under the Sea.
  - Sebastian's Calypso Kitchen est une pizzéria. (580 places, intérieur seulement).
  - La baleine gueule ouverte est l'entrée de la boutique The Sleepy Whale Shoppe
  - Mermaid Treasures est une boutique de bijoux, accessoires et journaux intimes
  - Kiss de girl Fashions est une « boutique pour les princesses ». Elle propose des vêtements et accessoires.
  - Située à droite de l'entrée, Ariel's Playground est une zone de jeux racontant l'histoire d'Ariel. Elle est découpée en plusieurs salles. À gauche se trouvent quatre salles dont L'épave des requins et la Caverne des merveilles d'Ariel avec la statue du prince Eric. Sur la droite, trois autres salles rappellent le palais et son faste. Entre les deux, un couloir lugubre avec des murènes sculptées amène au repère d'Ursula.

La sortie de la caverne se fait entre les boutiques et la zone de jeux.
En traversant la Rivière Perdue on accède à Lost River Delta (gauche) et à Arabian Coast (droite).

## Les alentours du parc
Plusieurs « ports » du parc ont une vue sur la baie de Tokyo dans laquelle le parc est construit. De plus Disney a construit une entrée majestueuse pour ce parc, la DisneySea Plaza.

### DisneySea Plaza
DisneySea Plaza est le nom de l'immense place située entre la structure du parking et du Disney's Hotel Miracosta. Cette place est circulaire avec un sol de couleur bleue. Au centre de la place, une fontaine garnie d'une géosphère représente la Terre. Elle fait déjà partie du parc et la Via Mondiale lui est tangente au pied de l'hôtel.
Au sud de la place se trouve l'une des gares du monorail de la Disney Resort Line.
Autour de la place derrière les guichets du parc, le reste de l'espace est de couleur ocre. L'un des guichets est surmonté d'un passage pour les résidents de l'hôtel leur permettant de rejoindre la gare de monorail. Des espaces agrémentés d'arbres permettent aux futurs visiteurs d'attendre leurs billets sans se bousculer.

### Les coulisses
Les coulisses du parc sont presque inexistantes puisqu'elles sont partagées entre les deux parcs placés presque dos à dos. 

Il existe toutefois une zone importante de coulisses entre la Plaza Topolino Norte de Mediterranean Harbor et Arabian Coast servant au stockage et à la réparation des bateaux dont ceux des parades.

Cette zone permet d'accéder au centre de Mysterious Island par un pont totalement invisible pour les visiteurs et passant entre la caldeira du volcan et le Triton's Kindgom.
Pour information, les systèmes hydrauliques du parc ne communiquent pas avec la baie de Tokyo. Seul un système de trop-plein permet de vider en partie le lagon et la rivière. Il se situe en face de StormRider dans Port Discovery.

## Commentaires
Le parc de Tokyo DisneySea comprend comme son frère Tokyo Disneyland de nombreuses salles de spectacles. On peut dénombrer plus d'une demi-douzaine de théâtres (couverts ou non) alors que le parc Disneyland n'en compte que quatre. Le principe des spectacles, qu'ils soient de rue ou non, est profondément ancré dans la culture japonaise.
Le décor a été particulièrement soigné, c'est l'un des plus beaux parcs Disney et peut-être le plus réussi. La raison en est que c'est Oriental Land Company qui a financé le parc, et non la Walt Disney Company, qui à l'époque faisait la chasse aux dépenses (voir Disney California Adventure et le parc Walt Disney Studios).
Le parc utilise de nombreux concepts, concernant des projets de parcs qui furent abandonnés, tels que le Disney's America, Discovery Bay ou encore Discovery Mountain, prévu au parc Disneyland en France, au début des années 1990.
Le seul problème du parc, comme pour son frère est le manque de réelle possibilité d'extension en l'état actuel. Seul un espace situé face à Port Discovery et à côté de Lost River Delta reste libre. De plus le métro aérien aurait pu être allongé et relié à d'autres « ports ».
Malgré tout, un nouveau port nommé Fantasy Springs a ouvert le 6 juin 2024 avec un nouvel hôtel de luxe relié au parc. Ce port basé sur les classiques Disney La Reine des Neiges, Raiponce et Peter Pan, est construit à la place du parking situé entre le premier parc et Lost River Delta.

## Fréquentation
Fréquentation annuelle 

17 910 000 (2019)
3 400 000 (2020)
5 800 000 (2021)
10 100 000 (2022)

## Jeu vidéo
En 2001, Konami a sorti un jeu vidéo d'aventure inspiré du parc d'attraction, Adventure of Tokyo Disney Sea sur PlayStation 2 et Game Boy Advance.